# Захаров, Ростислав Владимирович
Ростисла́в Влади́мирович Заха́ров (25 августа (7 сентября) 1907, Астрахань, Российская империя — 15 января 1984, Москва, СССР) — советский артист балета, балетмейстер, оперный режиссёр, педагог, автор книг о балете, народный артист СССР (1969), лауреат двух Сталинских премий I степени (1943, 1946), доктор искусствоведения (1970).

## Биография
Родился в Астрахани. Его отец был капитаном небольшого судна, в свободное время играл на мандолине, балалайке и других инструментах, организовал дома любительский оркестр. Мать Ольга Николаевна ставила любительские спектакли, в одном из которых Ростислав танцевал русскую плясовую. В 1914 году семья переехала в Петроград и сняла комнату на Невском проспекте. Когда родители повели его сестру Елену на смотр к балетному педагогу Александру Чекрыгину, Захаров упросил их взять его с собой. Чекрыгин заодно проверил данные Ростислава и настоятельно рекомендовал отдать его в балетную школу.
В 1920 году Захаров был зачислен в Государственное академическое театральное балетное училище, а его сестра — нет, провалив вступительные экзамены. Среди его педагогов были Владимир Пономарёв, дававший уроки классического танца, Александр Ширяев, преподававший характерный танец, и Леонид Леонтьев, обучавший пантомиме. В 1926 году успешно исполнил партию бенгальца в выпускном балете «Талисман».
В том же году был направлен в только что открытую Государственную столичную оперу в Харькове под руководством Владимира Рябцева и Асафа Мессерера, набиравших труппу из выпускников столичных училищ. Репертуар также состоял из балетов ленинградских и московских театров. Захаров дебютировал в «Коньке-горбунке» с украинским танцем. В конце года труппу перевели в Киевскую государственную академическую украинскую оперу. Захаров был занят в балете «Лебединое озеро», где исполнял па-де-труа и партию солиста в венгерском танце. Во время межсезонья выступал с гастролями и самостоятельно ставил номера.
В 1927 году, не покидая театра, организовал балетную студию в Киеве, где преподавал основы классического и дуэтного танца вместе с Марией Смирновой, своей будущей женой. На базе студии создал и поставил свой первый одноактный балет «Сон моряка» по собственному сценарию, где исполнил партию Капитана. За ним последовал балет по мотивам «Арлекинады» Рикардо Дриго и концертная программа с номерами из «Фауста» и «Князя Игоря».
Летом 1929 года был приглашён в Саратовский театр музыкальной комедии и балета, где поставил балет «Дон Кихот». Ощутив нехватку опыта, осенью того же года поступил на режиссёрское отделение Ленинградского Техникума сценических искусств, курс Владимира Соловьёва, и учился там до 1932 года. Совмещал обучение и работу артистом и постановщиком в Ленинградской государственной эстраде, ставил танцы в спектаклях Театра под руководством С. Э. Радлова, вёл класс актёрского мастерства в эстрадно-цирковом техникуме, где также осуществил ряд постановок; его учеником был Сергей Филиппов.
В 1934—1936 годах служил балетмейстером Ленинградского театра оперы и балета. Уже в первый сезон осуществил постановку балета «Бахчисарайский фонтан», положившего начало советской хореографической «пушкиниане» и открывшего миру новый метод режиссёрской работы. В нём нашла применение система Станиславского, почитателем которой был Захаров. Успех спектакля был такой, что уже после первого акта зрители вызывали режиссёра на сцену на бис, не менее тепло его приняли и на зарубежных гастролях.
В 1936 году Захаров был приглашён в Большой театр, где работал балетмейстером и оперным режиссёром вплоть до 1956 года. С 1936 по 1939 год руководил балетной труппой. С началом Великой Отечественной войны театр был эвакуирован в Куйбышев, где в 1942 году на сцене Куйбышевского оперного театра Захаров поставил оперу «Вильгельм Телль» «о борьбе свободолюбивых швейцарских горцев против немецких поработителей». В 1943 году она была удостоена Сталинской премии первой степени; эта премия в размере 100 000 рублей была передана им в фонд обороны. В 1942 году при театре была открыта Экспериментальная театральная студия, которой до 1945 года руководил сам Захаров. В 1943 году труппа вернулась в Москву. Победу советских войск театр отпраздновал балетом «Золушка» в постановке Захарова, премьера которого с успехом прошла осенью 1945 года.
В том же году Сергей Эйзенштейн пригласил его ставить знаменитую пляску опричников во второй части «Ивана Грозного» с участием артистов Большого театра; в фильм, однако, вошла лишь небольшая часть поставленных Захаровым сцен. Спустя 15 лет он совместно с Александром Роу снял фильм-балет «Хрустальный башмачок» по мотивам собственной «Золушки». Также с 1947 года он регулярно участвовал во Всемирных фестивалях молодёжи и студентов в качестве главного балетмейстера хореографической группы, был одним из руководителей советской делегации.
В 1945—1947 годах был директором и художественным руководителем Московского хореографического училища. В 1948 году экстерном окончил режиссёрский факультет Ленинградского театрального института, класс Бориса Зона. В 1946 году основал кафедру хореографии ГИТИСа, в 1951 году получил звание профессора. Среди его учеников были деятели советского и зарубежного балетного театра: Игорь Смирнов, Хаджисмел Варзиев, Гафар Валамат-Заде, Александр Лапаури, Наталья Конюс, Михаил Лавровский, Булат Аюханов, Анатолий Борзов, Наталья Соковикова, Дина Журкина, Ан Сон Хи (Северная Корея), Надежда Кираджиева (Болгария), Йиржи Блажек и Марилена Тотова (Чехословакия), Вера Боккадоро (Франция) и другие.
В 1956 году из-за конфликта с труппой был вынужден покинуть Большой театр. После этого много работал в республиках и за рубежом, ставил балеты в театрах Праги, Белграда, Загреба, Будапешта и других. В 1957 году выступил режиссёром заключительного концерта на VI Всемирном фестивале молодёжи и студентов в Москве. Активно печатался, был автором книг, статей и рецензий, посвящённых балету. Член ВКП(б) с 1951 года.
Скончался в Москве 15 января 1984 года. Похоронен 18 января 1984 года на Ваганьковском кладбище.

### Семья
- жена — Мария Геннадиевна Смирнова (1905—1983), балерина и хореограф.
  - сын — Владимир Ростиславович Захаров (1931—1989).
    - внучка — Ольга Владимировна Захарова.

## Творчество

### Партии
- 1927 — «Конёк-Горбунок» Ц. Пуни — украинский танец
- «Корсар» на музыку А. Адана, Л. Делиба, Р. Дриго, Ц. Пуни— Пират
- Концертный номер «Морской танец»

### Постановки
Ленинградский театр оперы и балета имени С. М. Кирова
- 1934 — «Бахчисарайский фонтан» Б. В. Асафьева
- 1935 — танцы в опере «Гугеноты» Дж. Мейербер
- 1936 — «Утраченные иллюзии» Б. В. Асафьева (по роману О. де Бальзака)
- 1949 — «Медный всадник» Р. М. Глиэра
- 1949 — «Красный мак» Р. М. Глиэра
- 1964 — «В порт вошла „Россия“» В. П. Соловьёва-Седого

Большой театр
Балеты
- 1936, 1944, 1954 — «Бахчисарайский фонтан» Б. В. Асафьева
- 1938 — «Кавказский пленник» Б. В. Асафьева
- 1940 — «Дон Кихот» Л. Ф. Минкуса
- 1941 — «Тарас Бульба» В. П. Соловьёва-Седого
- 1945 — «Золушка» С. С. Прокофьева
- 1946 — «Барышня-крестьянка» Б. В. Асафьева
- 1949 — «Медный всадник» Р. М. Глиэра
- 1951 — «Ночь на Лысой горе» на музыку М. П. Мусоргского

Оперы
- 1937 — «Руслан и Людмила» М. И. Глинки
- 1942 — «Вильгельм Телль» Дж. Россини
- 1943, 1953 — «Кармен» Ж. Бизе

Танцы в операх
- 1936, 1945 — «Иван Сусанин» М. И. Глинки
- 1937 — «Поднятая целина» И. И. Дзержинского
- 1939, 1942, 1945 — «Руслан и Людмила» М. И. Глинки
- 1942, 1943 — «Травиата» Дж. Верди
- 1942, 1943 — «Евгений Онегин» П. И. Чайковского
- 1951 — «Аида» Дж. Верди
- 1952 — «Сорочинская ярмарка» М. П. Мусоргского
- 1959 — «Джалиль» Н. Г. Жиганова
- 1969 — «Война и мир» С. С. Прокофьева
- «Князь Игорь» А. П. Бородина
- «Фауст» Ш. Гуно

Другие театры
Балеты
- «Бахчисарайский фонтан» Б. В. Асафьева (1952, Будапешт; 1955, Прага; 1958, Хельсинки; 1958, Алма-Ата; 1961, Белград)
- «Золушка» С. С. Прокофьева (1957, Хельсинки; 1964, Минск)
- «Дорогой дружбы» Н. А. Тлендиева и Л. Степанова (совм. с Д. Т. Абировым, 1958, Алма-Ата)
- «Лебединое озеро» П. И. Чайковского (1962, Загреб)
- «Дочь народа» («Татьяна») А. А. Крейна (Киевский театр оперы и балета)

Оперы
- «Руслан и Людмила» М. И. Глинки (1956, Прага)

## Фильмография

### Режиссёр
- 1945 — «Иван Грозный. Сказ второй: Боярский заговор» (реж. «пляски опричников»)
- 1960 — «Хрустальный башмачок» (совм. с Александром Роу)

### Роли
- 1951 — «Большой концерт» (реж. Вера Строева) — хореограф

### Участие в фильмах
- 1976 — «Право быть первыми» (документальный, реж. Сергей Толкачёв)

### Архивные кадры
- 2007 — «Ростислав Захаров. По системе Станиславского» (документальный, реж. Никита Тихонов)

## Автор книг
- Искусство балетмейстера. М.: Искусство, 1954. — 432 с.; илл.
- Беседы о танце, М., 1963
- Работа балетмейстера с исполнителями, М., 1967
- Записки балетмейстера. М.: Искусство, 1976. — 352 с.; илл.
- Слово о танце. М.: Молодая гвардия, 1977. — 158 с.; илл.
- Сочинение танца. Страницы педагогического опыта. М.: Искусство, 1983. — 244 с.; илл.
- Сочинение танца. Страницы педагогического опыта. 2-е изд. М.: Искусство, 1989. — 238 с.; илл. ISBN 5-210-00347-7
- Советский балет (изд. в ГДР и Норвегии)

## Награды и звания
- заслуженный деятель искусств РСФСР (1948)
- народный артист РСФСР (1951)
- народный артист Казахской ССР (1959)[8].
- народный артист СССР (1969)
- Сталинская премия I степени (1943) — за работу в оперном спектакле «Вильгельм Телль» Дж. Россини[9]
- Сталинская премия I степени (1946) — за постановку балетного спектакля «Золушка» С. С. Прокофьева
- орден Октябрьской Революции (1976)
- орден Трудового Красного Знамени (02.06.1937) — за выдающиеся заслуги в деле развития оперного и балетного искусства
- орден «Знак Почёта» (22.9.1959)
- медали ([источник не указан 1503 дня])
- доктор искусствоведения (1970)